# Falkauer Atlas

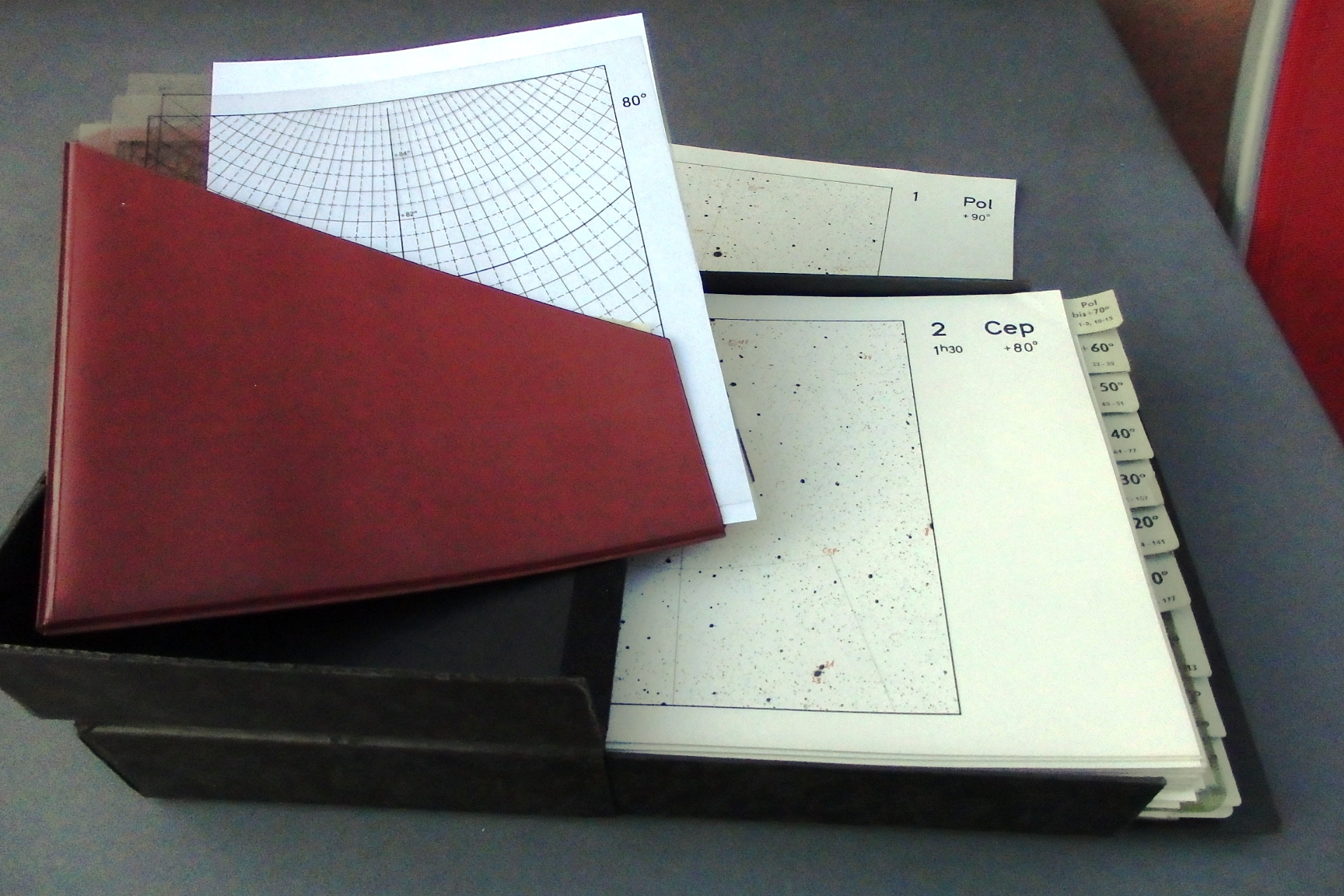
Falkauer Atlas 1.Teil mit Gradnetzschablonen

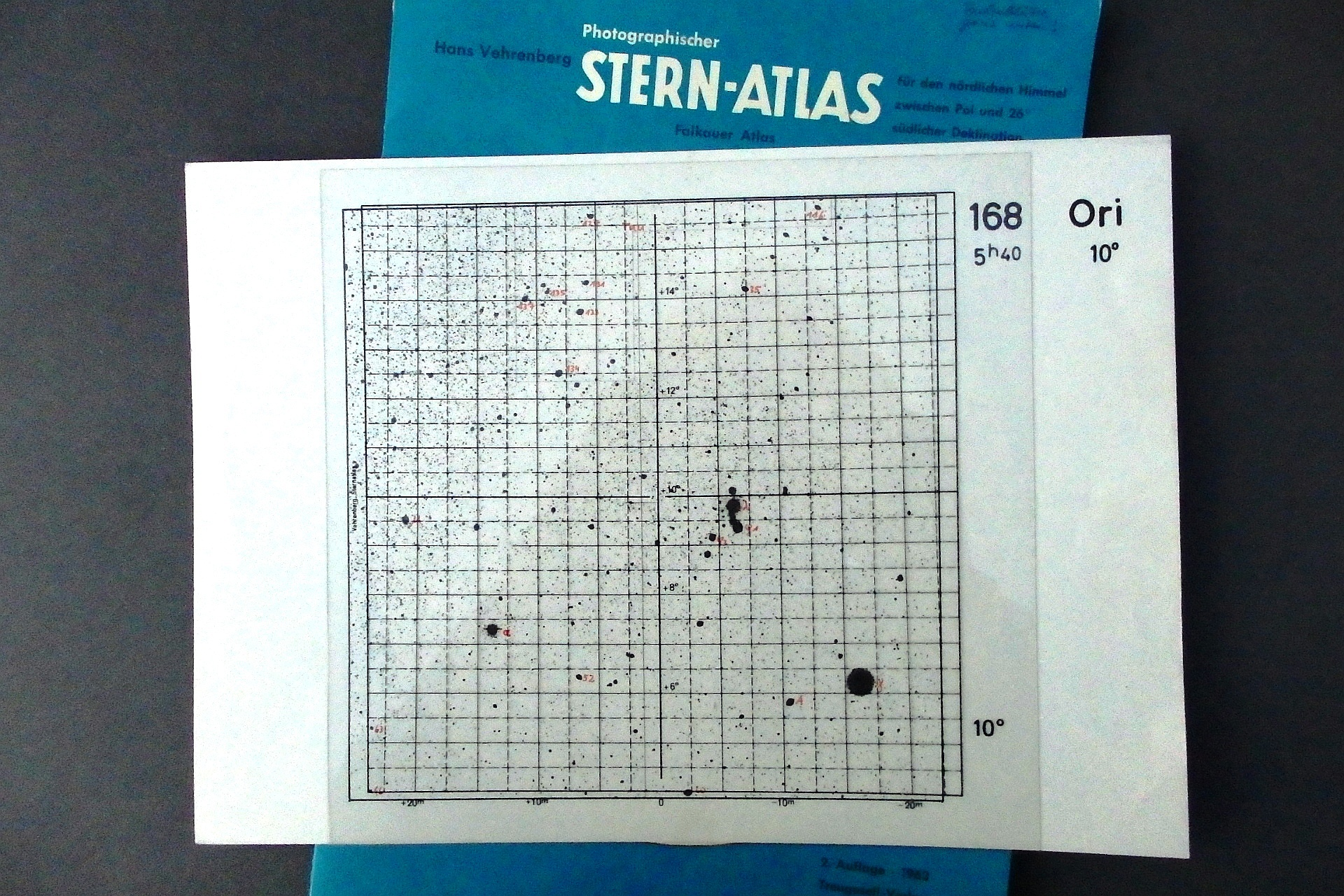
Falkauer Atlas, Blatt 168 (Orion); das aufgelegte Gradnetz wurde von Äquinoktium 1950,0 auf 2000,0 verschoben

Der Falkauer Atlas ist ein fotografischer Sternatlas, der 1962 von Hans Vehrenberg für Zwecke der anspruchsvollen Amateurastronomie publiziert wurde. Er enthält in zwei Schubern 303 Sternkarten im Format A4, die quadratische Sternfelder von jeweils etwa 12 × 12 Grad zeigen. Der preiswerte und dennoch genaue Himmelsatlas vom Himmelsnordpol bis herab zur Deklination −26° wurde 1963 nochmals aufgelegt und fand in Mitteleuropa weite Verbreitung.
Vehrenberg Motiv für die drei Jahre erfordernde Arbeit war die überraschende Tatsache, daß es einen [für Sternfreunde geeigneten Atlas des Nordsternhimmels] nicht gibt, sondern nur teure, schwer zu handhabende Werke für Berufsastronomen. Bis dahin musste man sich mit den großformatigen Sternkarten von Beyer-Graff oder Kohl-Felsmann behelfen.

## Aufnahme- und Drucktechnik
Die Aufnahmen erfolgten auf Vehrenberg Gartensternwarte in Falkau, einem von Lichtverschmutzung weitgehend verschonten Ort im oberen Schwarzwald. Wie im Begleitband ausgeführt, waren fast 1200 Aufnahmen mit einem Doppel-Astrografen 1:3,5 / 25 cm von VEB Zeiss-Jena notwendig, um gleichmäßige Himmelshelligkeit und rundum ausreichende Bildüberdeckung zu erreichen. Die "Astro-Spezial"-Platten im Format 9 × 12 cm wurden 30 Minuten belichtet, nur in Horizontnähe wegen der Extinktion mit 40–50 Minuten.
Die Grenzhelligkeit der Sternkarten liegt bei 12–13 mag. Veränderliche Objekte, Kleinplaneten etc. wurden bis 11 mag identifiziert und die jeweilige Parallelaufnahme verwendet. Zum Atlas gehören Gradnetz-Schablonen für jeden 10°-Deklinationsstreifen, mit denen aus den Blättern Sternkoordinaten herausgelesen werden können.
Die Herstellung der Variante A (Sterne schwarz auf weißem Grund) erfolgte mit Offset-Druck auf starkem Papier. Sie erlaubt daher Eintragungen am Kartenrand, Beschriftung von Sternen oder Messierobjekten oder Einzeichnen von Beobachtungen wie Kometen.
Hingegen wurde die Variante B (Sterne weiß auf schwarzem Grund) im etwas teureren Lichtpause-Verfahren gedruckt. Die Blätter wirken wie Fotografien, sind aber weniger witterungsbeständig (nächtlicher Morgentau!) und lassen sich nicht beschriften.

## Nachfolgende Atlanten
In den nächsten Jahren publizierte Hans Vehrenberg weitere Himmelsatlanten:
- Atlas des Südhimmels (1964, 125 Aufnahmen im Maßstab des Falkauer Atlas')
- Atlas Stellarum (1970, ganzer Himmel im doppelten Maßstab)
- Mein Messier-Buch (1966/70, 150 Sternfelder im Maßstab 1' pro mm)
- Atlas of Selected Areas (mit Antoine Brun)
- Atlas Galaktischer Nebel.